# ستيف بلاكمان
ستيف بلاكمان  (بالإنجليزية: Steve Blackman)‏(مواليد 28 سبتمبر 1963) لاعب فنون قتالية ومصارع محترف أمريكي ظهور في
إتحاد المصارعة العالمي بين عامي 1997-2002 ، و حامل بطولة هاردكور في ست مناسبات.

## روابط خارجية
- ستيف بلاكمان على موقع IMDb (الإنجليزية)
- ستيف بلاكمان على موقع قاعدة بيانات الفيلم (الإنجليزية)
- ستيف بلاكمان على موقع دبليو دبليو إي (الإنجليزية)
- ستيف بلاكمان على موقع WrestlingData.com (الإنجليزية)
- ستيف بلاكمان على موقع CageMatch worker (الإنجليزية)
- ستيف بلاكمان على موقع قاعدة بيانات المصارعة على الإنترنت (الإنجليزية)
- ستيف بلاكمان على موقع عالم المصارعة على الإنترنت (الإنجليزية)
- ستيف بلاكمان على موقع عالم المصارعة على الإنترنت (الإنجليزية)